# Label SJ
Label SJ es un sello exclusivo establecido por el sello discográfico surcoreano SM Entertainment el 6 de noviembre de 2015 para la banda K-Pop Super Junior.

## Historia
El 6 de noviembre de 2015, en el 10.º aniversario desde el debut de Super Junior, SM Entertainment anunció que el grupo tendría su propio sello discográfico exclusivo, Label SJ. SM declaró, "Creamos Label SJ para darle nuestro apoyo incondicional a Super Junior y un sistema idóneo para administrar al grupo."
A pesar de que este sello está afiliado a SM, es independiente y completamente responsable de la administración de Super Junior y de la producción de sus álbumes y de toda las actividades, tanto grupales, como de subunidades e individuales.

## Artistas
Grupos
- Super Junior

Sub-unidades
- Super Junior-K.R.Y.
- Super Junior-T
- Super Junior-M
- Super Junior-H
- Super Junior-D&E

Solistas
- Zhou Mi
- Kyuhyun
- Ryeowook
- Yesung
- Heechul
- Sungmin
- Donghae

Otros
- Kangin[N 1]

## Artistas anteriores
- Super Junior-M
  - Henry (2015–2018)[3]
- Kim Heechul & Kim Jungmo (2015–2019)
  - Kim Jung-mo (2015–2019)[4]

## Discografía
| Lanzamiento  | Título              | Artista(s)               | Tipo            | Formato      |
| ------------ | ------------------- | ------------------------ | --------------- | ------------ |
| Enero 28     | The Little Prince   | Ryeowook                 | EP (Mini Album) | CD, Download |
| Abril 19     | Here I Am           | Yesung                   | EP (Mini Album) | CD, Download |
| Julio 12     | Goody Bag           | Kim Heechul & Kim Jungmo | EP (Mini Album) | CD, Download |
| Julio 19     | What's Your Number? | Zhou Mi                  | EP (Mini Album) | CD, Download |
| Noviembre 10 | Waiting, Still      | Kyuhyun                  | EP (Mini Album) | CD, Download |

| Lanzamiento  | Título                         | Artista(s)   | Tipo            | Formato      |
| ------------ | ------------------------------ | ------------ | --------------- | ------------ |
| Febrero 16   | "Blah Blah (Thai Ver.)"        | Kyuhyun      | Digital single  | Download     |
| Marzo 18     | "Girlfriend"                   | Henry        | Digital single  | Download     |
| Abril 18     | Spring Falling                 | Yesung       | EP (Mini Album) | CD, Download |
| Abril 29     | "Real Love"                    | Henry        | Digital single  | Download     |
| Mayo 10      | "Real Love (Acoustic Version)" | Henry        | Digital single  | Download     |
| Mayo 24      | "Goodbye For Now"              | Kyuhyun      | Digital single  | Download     |
| Junio 22     | "I'm Good"                     | Henry        | Digital single  | Download     |
| Agosto 30    | "That One"                     | Henry        | Digital single  | Download     |
| Noviembre 6  | Play                           | Super Junior | Studio album    | CD, Download |
| Noviembre 28 | Play (Pause Ver.)              | Super Junior | Studio album    | CD           |

| Lanzamiento  | Título          | Artista(s)                            | Tipo                   | Formato      |
| ------------ | --------------- | ------------------------------------- | ---------------------- | ------------ |
| Enero 28     | Timeless        | Super Junior                          | Studio Album Repackage | CD, Download |
| Febrero 23   | "Harmony"       | Donghae (feat. BewhY)                 | Digital single         | Download     |
| Febrero 28   | "I'll Be There" | Zhou Mi (feat. Kun & Xiaojun of WayV) | Digital single         | Download     |
| Junio 8      | When We Were Us | Super Junior-K.R.Y.                   | EP (Mini Album)        | CD, Download |
| Junio 22     | "Starry Night"  | Zhou Mi (with. Ryeowook)              | Digital Single         | Download     |
| Julio 23     | "Dreaming"      | Kyuhyun                               | Digital Single         | Download     |
| Septiembre 3 | Bad Blood       | Super Junior-D&E                      | EP (Mini Album)        | CD, Download |

2021
| Lanzamiento | Título          | Artista(s)   | Tipo         | Formato      |
| ----------- | --------------- | ------------ | ------------ | ------------ |
| Marzo 16    | The Renaissance | Super Junior | Studio Album | CD, Download |

## Filmografía
| Año       | Título                  | Network                 | Miembros                                | Ref.  |
| --------- | ----------------------- | ----------------------- | --------------------------------------- | ----- |
| 2017–2021 | SJ Returns (Season 1–4) | Naver TV, V Live, JTBC2 | All without Kangin Cameo: Sungmin       |       |
| 2018      | Super TV (Season 1, 2)  | XtvN, tvN               | All without Kangin, Sungmin and Kyuhyun | [ 5 ] |